# Équipe de Chine masculine de volley-ball
Cet article traite de l'équipe masculine. Pour l'équipe féminine, voir Équipe de Chine féminine de volley-ball.
L'équipe de Chine de volley-ball est composée des meilleurs joueurs chinois sélectionnés par la Fédération Chinoise de Volleyball (CVA). Elle est actuellement[Quand ?] classée au 19e rang de la Fédération Internationale de Volleyball au 19 juillet 2022.

## Sélection actuelle
Sélection pour la Ligue mondiale 2010.

Entraîneur : Zhou Jianan  ; entraîneur-adjoint : Xie Guochen 

## Palmarès et parcours

### Palmarès
- Championnat d'Asie et d'Océanie (3)
  - Vainqueur : 1979, 1997, 1999
  - Finaliste : 1983, 1987, 1995, 2003, 2005, 2011
  - Troisième : 1975, 1989, 1991, 2013, 2015, 2021
- Coupe  d'Asie
  - Vainqueur : 2012, 2022.
  - Finaliste : 2010, 2016.
  - Troisième : 2008
- Jeux asiatiques (3)
  - Vainqueur : 1986, 1990,1998
  - Finaliste : 1982, 1994, 2006
  - Troisième : 1974, 1978

### Parcours

#### Jeux Olympiques
| - 1964 : non qualifié - 1968 : non qualifié - 1972 : non qualifié - 1976 : non qualifié - 1980 : non qualifié - 1984 : 7e - 1988 : non qualifié - 1992 : non qualifié - 1996 : non qualifié - 2000 : non qualifié | - 2004 : non qualifié - 2008 : 5e - 2012 : non qualifié - 2016 : non qualifié - 2020 : non qualifié - 2024 : non qualifié |

#### Championnats du monde
| - 1949 : non qualifié - 1952 : non qualifié - 1956 : 9e - 1960 : non qualifié - 1962 : 9e - 1966 : 9e - 1970 : non qualifié - 1974 : 14e - 1978 : 7e - 1982 : 7e | - 1986 : 12e - 1990 : non qualifié - 1994 : 13e - 1998 : 15e - 2002 : 13e - 2006 : 17e - 2010 : 19e - 2014 : 15e - 2018 : 22e - 2022 : 24e |

#### Championnat d'Asie et d'Océanie
| - 1975 : 3e - 1979 : Vainqueur - 1983 : Finaliste - 1987 : Finaliste - 1989 : 3e - 1991 : 3e - 1993 : 4e - 1995 : Finaliste - 1997 : Vainqueur - 1999 : Vainqueur | - 2001 : 4e - 2003 : Finaliste - 2005 : Finaliste - 2007 : 4e - 2009 : 4e - 2011 : Finaliste - 2013 : 3e - 2015 : 3e - 2017 : 6e - 2019 : 6e | - 2021 : 3e - 2023 : 4e |

#### Ligue mondiale
| - 1990 : 7e - 1991 : non participant - 1992 : 9e - 1993 : 7e - 1994 : 11e - 1995 : 11e - 1996 : 6e - 1997 : 10e - 1998 : non participant - 1999 : non participant | - 2000 : non participant - 2001 : non participant - 2002 : 9e - 2003 : non participant - 2004 : 10e - 2005 : non participant - 2006 : 13e - 2007 : 9e - 2008 : 7e - 2009 : 13e | - 2010 : 15e - 2011 : non qualifié - 2012 : non qualifié - 2013 : non participant - 2014 : 23e - 2015 : 24e - 2016 : 19e - 2017 : 17e |

#### Ligue des nations
| - 2018 : 15e - 2019 : 16e - 2021 : non qualifiée - 2022 : 13e - 2023 : 16e - 2024 : non qualifiée |

#### Coupe du monde
| - 1965 : non participant - 1969 : non participant - 1977 : 5e - 1981 : 5e - 1985 : non participant - 1989 : non participant - 1991 : non participant - 1995 : 10e - 1999 : 11e - 2003 : 11e | - 2007 : non participant - 2011 : 11e - 2015 : non participant - 2019 : non participant - 2023 : non participant |

#### World Grand Champions Cup
| - 1993 : non participant - 1997 : 4e - 2001 : non participant - 2005 : 6e - 2009 : non participant - 2013 : non participant - 2017 : non participant |

#### Coupe  d'Asie
| - 2008 : 3e - 2010 : Finaliste - 2012 : Vainqueur - 2014 : 5e - 2016 : Finaliste - 2018 : Disqualifié - 2022 : Vainqueur |

#### Jeux asiatiques
| - 1958 : ? - 1962 : ? - 1966 : ? - 1970 : ? - 1974 : 3e - 1978 : 3e - 1982 : Finaliste - 1986 : Vainqueur - 1990 : Vainqueur - 1994 : Finaliste | - 1998 : Vainqueur - 2002 : 4e - 2006 : Finaliste - 2010 : 5e - 2014 : 4e - 2018 : 9e |